# ریوگا ایشیو
ریوگا ایشیو (انگلیسی: Ryoga Ishio؛ زادهٔ ۱۸ مهٔ ۲۰۰۰) بازیکن فوتبال اهل ژاپن است.
از باشگاه‌هایی که در آن بازی کرده‌است می‌توان به باشگاه فوتبال سرزو اوساکا اشاره کرد.